# Jean Baptiste Louis Corneille Charles de Wijkerslooth de Weerdesteyn
Jean Baptiste Louis Corneille Charles baron de Wijkerslooth de Weerdesteyn, heer van Schalkwijk en Weerdesteyn, (Woelingen, 13 september 1873 – Wassenaar, 6 mei 1936) was een Nederlands advocaat en politicus voor de Algemeene Bond van RK-kiesverenigingen.

## Levensloop
Jean de Wijkerslooth de Weerdesteyn werd geboren als een zoon van Corneille Charles Auguste baron de Wijkerslooth de Weerdesteyn en Jeanne Philiberte de Bernard de Montessus de Ballore. Na het behalen van het gymnasium diploma aan het Sint Willibrordus College te Katwijk aan de Rijn studeerde hij rechtsgeleerdheid aan de Universiteit Leiden. Hij begon zijn carrière als advocaat en procureur te Den Haag. Daarna was hij juridisch adviseur van de Internationale Hypotheekbank. Van 13 januari 1902 tot 13 september 1921 was hij werkzaam als lid van de Provinciale Staten van Utrecht en van 1 mei 1903 tot 13 september 1921 was de Wijkerslooth de Weerdesteyn lid van de Gedeputeerde Staten van Utrecht. Van 15 februari 1910 tot 14 september 1921 functioneerde hij als lid van de Tweede Kamer der Staten-Generaal. Van 15 september 1921 tot 1 april 1934 was hij lid van de Raad van State.

## Persoonlijk
Op 3 oktober 1900 te Loenen trouwde hij met Judith Maria Assuera Theresia Ignatia barones van Wijnbergen en samen hadden ze negen kinderen. Hij was een zwager van Antonius Ignatius Maria Josephus van Wijnbergen en grootvader van Madeleen Leyten-de Wijkerslooth de Weerdesteyn.

## Ridderorden
- Ridder in de Orde van de Nederlandse Leeuw
- Commandeur in de Orde van Oranje-Nassau